# Manuela Villa (album)
Manuela Villa, pubblicato nel 1999, è un album della cantante italiana Manuela Villa.

## Tracce
1. Gli zingari – 3:33
2. Rosso di sera – 3:42
3. Non passa più – 4:26
4. La paloma – 3:45
5. I milioni d'arlecchino – 4:34
6. Lontananza – 3:00
7. Andalusia – 3:12
8. Dardanella – 3:29
9. Hernando, un caffè – 2:52
10. Binario – 4:03
11. Malinconia d'amore – 3:10
12. Serenata del somarello – 4:03
13. La voce del silenzio – 3:31
14. Io non posso cantare alla luna – 4:42